# Xã Corydon, Quận Wayne, Iowa
Xã Corydon (tiếng Anh: Corydon Township) là một xã thuộc quận Wayne, tiểu bang Iowa, Hoa Kỳ. Năm 2010, dân số của xã này là 1.776 người.